# Desolation Angels
Desolation Angels es el quinto álbum de estudio de la banda de rock británica Bad Company, publicado el 17 de marzo de 1979. El álbum fue grabado en los estudios Ridge Farm en Surrey, Inglaterra a finales de 1978. Es considerado por la crítica como el último álbum fuerte de Bad Company, especialmente por contener el hit "Rock 'n' Roll Fantasy", escrito por Paul Rodgers.

## Lista de canciones

### Lado A
1. "Rock 'n' Roll Fantasy" (Paul Rodgers)	(3:15)
2. "Crazy Circles" (Paul Rodgers) (3:32)
3. "Gone, Gone, Gone" (Boz Burrell) (3:50)
4. "Evil Wind" (Paul Rodgers) (4:22)
5. "Early in the Morning" (Paul Rodgers) (5:45)

### Lado B
1. "Lonely for Your Love" (Mick Ralphs) (3:26)
2. "Oh, Atlanta" (Mick Ralphs) (4:08)
3. "Take the Time" (Mick Ralphs) (4:14)
4. "Rhythm Machine" (Simon Kirke/Boz Burrell) (3:44)
5. "She Brings Me Love" (Paul Rodgers) (4:42)

## Créditos
- Paul Rodgers – voz, guitarra, teclados
- Mick Ralphs – guitarra, teclados
- Simon Kirke – batería
- Boz Burrell – bajo